# Hotel Melilla Puerto affiliated by Meliá
El Hotel Melilla Puerto, es un hotel ubicado en la ciudad de Melilla, España. Dispone de 5 plantas y se encuentra cerca de la Playa de San Lorenzo.

## Historia
Inaugurado en 2003 como Hotel Melilla Puerto, ha ido cambiado de nombre a lo largo del tiempo en función de los cambios de propietario.